# غونار آسلاند
غونار آسلاند Gunnar Aasland (ولد في أبريل 1936) هو قاض نرويجي.
ولد في أوسلو وتخرج من جامعة أوسلو في عام 1961. عمل في مكتب المدعي العام في النرويج، ثم عمل في سلك المحاماة من عام 1969 حتى 1972. وقاضيا في المحكمة العليا من 1979 حتى 2006. وهو من الشخصيات البارزة في سلك القضاء. وقد تولى قضايا هامة وهو في سلك المحاماة.